# Agrippa (csillagász)
Agrippa (? - kb. i. sz. 92.) egy görög csillagász volt. Az egyetlen dolog, amit tudunk róla, hogy i. sz. 92-ben végzett egy csillagászati megfigyelést. Ptolemaiosz azt írta róla Almageszt c. művében, hogy Domitianus császár uralkodásának (i. sz. 81 – 96.) tizenkettedik évében megfigyelte, hogy a Fiastyúk egy részét a Hold legdélebbi része eltakarta.
Agrippa megfigyeléseinek valószínűleg az volt a célja, hogy a Hipparkhosz által felfedezett napéjegyenlőségek évenkénti precesszióját (nyugat felé haladását) vizsgálja.
A Holdon lévő Agrippa kráter róla kapta a nevét.